# Roata de Jos
Roata de Jos – wieś w Rumunii, w okręgu Giurgiu, w gminie Roata de Jos. W 2011 roku liczyła 2476 mieszkańców.